# Ospika River
Der Ospika River ist ein Zufluss des Stausees Williston Lake in der kanadischen Provinz British Columbia.

## Flusslauf
Der Ospika River entspringt in den Muskwa Ranges, dem nördlichsten Abschnitt der Rocky Mountains. Er fließt in überwiegend südsüdöstlicher Richtung durch das Gebirge und mündet schließlich in den Ospika Arm, der Mündungsbucht des Flusses am unteren Abschnitt des Finlay Reach, dem Nordarm des Williston Lake. Der Ospika River mündete vor dem Aufstau des Peace River in dessen Quellfluss Finlay River. Die Länge des Ospika River beträgt etwa 130 km. Am Pegel oberhalb Aley Creek beträgt der mittlere Abfluss des Ospika River 40,1 m³/s. Das Einzugsgebiet umfasst etwa 3070 km². Wichtigster Nebenfluss ist der McCusker Creek von links.